# Pfitzner Sándor
Pfitzner Sándor (Csata, 1880. augusztus 5. – Marblehead, Amerika, 1910. július 12.) magyar/amerikai gépészmérnök, feltaláló és a repülés úttörője.

## Családja
Édesapja Sándor (1852-1903) apai ágról pozsonyi származású, édesanyja ágáról francia eredetű. Ifj. Pfitzner Sándor nagyanyja Jurenák Jozefina (1826-1868) a Jurenák család tagja, üknagyapja Jurenák János országgyűlési képviselő. Édesanyja Leidenfrost Ida. Anyai nagyanyja Stromszky Paula, aki 1831-ben született, Stromszky Ferenc Sámuel püspök lányaként. Pfitzner Sándor anyai és apai ága a pozsonyi Richter családon keresztül távoli rokonságban állnak.

## Életpálya
Magyar Királyi József Nádor Műszaki és Gazdaságtudományi Egyetemen gépészmérnöki diplomát szerzett.
1905-ben tervezte meg első repülőgépét, de a kivitelezésre nem talált támogatót. Amerikába emigrált, ahol rövidesen a Curtiss motorgyárban (Curtiss Aeroplane and Motor Company) kapott  lehetőséget repülőgép, autó- és repülőgép motorok építésére.
Egyfedelű (monoplán) repülőgépén (Pfitzner Flyer), minden más szerkezettől eltérően, a szárnyak végeit teleszkópszerűen növelhetővé, illetve csökkenthetővé készítette (megalapozva a későbbi variálható szárnyak alapját) a fordulás közben szükséges egyensúlyozás céljából. Amerikában az első monoplán építésű repülőgép amelyik sikeresen teljesítette a repülést.
1909. december 31-én szállt fel először, kísérlete fényes sikerrel járt. Adorján János első hazai, sikeres felszállását (1910. január 10.) 10 nappal megelőzte. A négyhengeres, 25 lóerős, percenként 1200 fordulatszámú repülőgép motorjával 1909-ben, a legnagyobb sebesség elérésével Curtiss elnyerte a reimsi Gordon Bennett Kupát. 1910 márciusában gépével 2 óra alatt 216 kilométer távolságot tett meg, helyenként 1100 méter magasságba emelkedve. Teljesítményeit elismerve, híressé vált a magyar származású amerikai mérnök.
Repülések közben fellépett állandó szédülése (depressziós volt) miatt öngyilkos lett.

## Szakmai sikerek
Neve minden jelentősebb, a repüléssel (aviatikával) foglalkozó amerikai lexikonban és kézikönyvben megtalálható.